# Ferrovia Bruck an der Mur-Leoben
La ferrovia Bruck an der Mur – Leoben è una linea ferroviaria austriaca che collega Bruck an der Mur, posta sulla linea Meridionale, a Leoben. La linea fa parte dell'itinerario internazionale Vienna – Tarvisio – Venezia ed è gestita dalla sezione infrastrutture della Österreichische Bundesbahnen (ÖBB).

## Storia
La concessione per la costruzione e l'esercizio di una linea ferroviaria tra Bruck an der Mur e Leoben fu ottenuta dall'Imperial Regia Privilegiata Società delle ferrovie meridionali (Südbahn). Nacque come linea di raccordo con la Sankt Michael – Leoben, ferrovia secondaria appartenente al complesso della ferrovia Rudolfiana.
La linea fu aperta all'esercizio nel 1868.

## Caratteristiche
La linea ferroviaria è a doppio binario a scartamento ordinario da 1435 mm.
La trazione è elettrica a corrente alternata da 15 000 volt 16⅔ hertz, secondo lo standard vigente sulla rete austriaca.

### Percorso
|  | Continuation backward |

|  | Station on track |

|  |  | Unknown route-map component "ABZgl" + Unknown route-map component "STRc2" | Unknown route-map component "ABZq+3" | Unknown route-map component "CONTfq" |

|  | Unknown route-map component "ABZg+1" | Unknown route-map component "STRc4" |

|  | Track change |

|  | Unknown route-map component "eHST" |

|  | Unknown route-map component "KMW" |

| 8+760 |
| 8+699 |

|  | Station on track |

| Unknown route-map component "nENDEaq" | Unknown route-map component "ABZgnr" |  |

|  | Unknown route-map component "eHST" |

|  | Station on track |

| Unknown route-map component "CONTgq" | Unknown route-map component "ABZglr" | Unknown route-map component "STR+r" |

|  | Unknown route-map component "tSTRa" | Unknown route-map component "lCONTf@G" |

|  | Unknown route-map component "tÜST" |

|  | Unknown route-map component "tSTRe" | Unknown route-map component "exlCONTg@F" |

|  | Unknown route-map component "eABZg+l" | Unknown route-map component "exSTRr" |

| Unknown route-map component "CONTgq" | Unknown route-map component "ABZlr" | Unknown route-map component "CONTfq" |